# Припресування плівки
Припресування плівки — спосіб оздоблення поліграфічної продукції. Воно дає кращий результат, ніж лакування.
Плівкове покриття підвищує водостійкість, міцність продукції, збільшує термін використання, поліпшує зовнішній вигляд, надає блиску.
Припресування використовують для оздоблення оправ. Це дає змогу підвищити якість поліграфічного оформлення книжок і збільшити довговічність.
Для оздоблення друкованої продукції використовують синтетичні полімерні плівки. Вони повинні бути міцними, еластичними, якнайменше піддаватися деформації, усадці в процесі старіння (не більше 5 %). Не спричиняти скручення, настовбурчення відбитка, бути безбарвними, прозорими, мати рівномірну товщину.
Припресування плівки відбувається клейовим та безклейовим способом, а також способом перенесення плівки на основу.
При припресуванні клейовим способом полімерні плівки з нанесеним на них у процесі роботи клейовим шаром з'єднуються з папером або відбитком. Припресування плівки здійснюється за високих температур і тиску, які встановлюються відповідно до технологічних режимів певного виду обладнання. Полімерні плівки, які використовуються для припресування, повинні мати стабільну товщину, термостійкість, вологостійкість, високі фізико-механічні властивості та прозорість.
Припресування плівки безклейовим способом — це з'єднання віддрукованої продукції з термопластичними полімерами або плівками з попередньо нанесеним клейовим шаром. У таких плівках за основу беруться полімерні матеріали високої міцності, а як термочутливий шар використовують поліетилен, накладений з розплаву.
Суть способу переносу полягає в нанесенні на відбиток плівки прозорого полімеру, який міститься на плівці-основі та відділені основи від відбитка для повторного використання. Спосіб переносу зумовлений слабкою адгезією полімерного шару до плівки-основи та значної адгезії до паперу і відбитка.

## Джерело
- С.Гавенко, Е.Лазаренко, Б.Мамут «Оздоблення друкованої продукції: технологія, устаткування, матеріали»